# Agnieszka z Kuenringu
Agnieszka z Kuenringu – kochanka króla czeskiego Przemysła Ottokara II.
Agnieszka była damą dworu Małgorzaty Babenberg pierwszej żony Przemysła Ottokara II. Zwano ją Palcerzik z powodu krótko ostrzyżonych włosów. Jej związek z królem został nawiązany zapewne wkrótce po jego ślubie z Małgorzatą, który nastąpił 11 lutego 1252.
Ze związku Przemysła Ottokara II i Agnieszki z Kueringu pochodziło troje lub czworo dzieci:
- Mikołaj I Opawski
- Agnieszka – żona Bawora ze Strakonic
- Elżbieta – żona kolejno Oldrzycha z Drnholce, Henryka z Kuenringu i Vikarta z Polné
- córka nieznanego imienia, jej istnienie nie jest pewne

W 1260 papież Aleksander IV legitymizował dzieci, ale nie przyznał Mikołajowi praw do czeskiego tronu. Rok później Przemysł Ottokar rozwiódł się z Małgorzatą i poślubił Kunegundę Halicką. Agnieszka z Kueringu zniknęła ze źródeł historycznych. Przypuszczalnie wróciła z Małgorzatą do Austrii.